# Adolf von Tschirschnitz
Adolf Friedrich Traugott Tschirschnitz, seit 1856 von Tschirschnitz, (* 12. November 1837 in Nienburg/Weser; † 19. September 1912 in Flensburg) war ein Geheimer Regierungsrat und Landrat des Kreises Sonderburg.

## Leben
Tschirschnitz war ein Sohn des 1856 in den erblichen hannoverschen Adelsstand erhobenen Generalmajor Wilhelm von Tschirschnitz und dessen Ehefrau Louise Amalie Auguste, geborene Bock von Wülfingen (1800–1861). Er besuchte das Lyzeum in Hannover und die dortige Hofschule.
1854 trat er in die erste Klasse des Kadettenkorps der Hannoverschen Armee ein, wurde er Jahr später zum Portepeefähnrich im 1. Jäger-Bataillon in Goslar ernannt und kurz darauf zum Leutnant befördert. Von November 1863 bis November 1864 beteiligte sich Tschirschnitz an der Bundesexekution gegen die Herzogtümer Holstein und Lauenburg und nahm 1866 während des Krieges gegen Preußen als Oberleutnant an der Schlacht bei Langensalza teil.
Nachdem Preußen Hannover annektiert hatte, wanderte er nach Holland aus und gehörte zu den Begründern der Welfenlegion. Dort lebte er einsatzbereit für Georg V. Anschließend ging er nach Deutschland und trat in den Verwaltungsvorbereitungsdienst unter Jonas von Rosen im Kreis Hadersleben ein. 1878 wechselte er als kommissarischer Kirchspielvogt in den Kreis Rendsburg. Ein Jahr später wurde er zum kommissarischen Landrat von Sonderburg ernannt. Am 14. Oktober 1881 übernahm er den Posten des Landrats des gleichnamigen Kreises.
Während seiner Dienstzeit als Landrat sah sich Tschirschnitz mit den Konflikten zwischen Preußen und Dänen um die nationale Zugehörigkeit der Region konfrontiert. Während der Amtsperiode des Oberpräsidenten Ernst von Köller, der eine Eindeutschungspolitik verfolgte, äußerte sich Tschirschnitz ausgesprochen forsch und autoritär gegenüber Unterstützern der Dänen. Auch wenn dies teilweise auf Widerstand seiner Vorgesetzten traf, amtierte er bis 1911. Anlässlich seiner Verabschiedung erhielt er den Kronen-Orden II. Klasse.
Die Dänen urteilten unterschiedlich über Tschirschnitz' Amtsführung: während sie ihn aufgrund seines aggressiven Vorgehens wiederholt stark kritisierten, erhielt er von anderen Personen großes Lob. Hans Peter Hanssen beispielsweise sagte, dass von Tschirschnitz offen und ehrlich gewesen sei. Er habe sich ohne Rücksichtnahme auf politische Positionen stets darum bemüht, im Kreis das geltende Recht umzusetzen.
1899 erhielt Tschirschnitz den Titel eines Geheimen Regierungsrates. Sein Nachlass liegt im Niedersächsischen Staatsarchiv Hannover.

## Familie
Am 20. Juli 1876 heiratete Tschirschnitz in Bassum Ida von Issendorf (1848–1879), mit der er die Söhne William (1877–1879) und Ludwig (* 1878) und Adolf (* 1879) hatte. In zweiter Ehe verheiratet sich Tschirschnitz am 3. April 1886 in Augustenborg mit Josephine von Baudissin (1842–1932).